# Betty Mars
Yvette Baheux, más conocida por su seudónimo Betty Mars (París, 30 de julio de 1944 - ibídem, 20 de febrero de 1989), fue una cantante y actriz francesa, mayormente reconocida por su participación en el Festival de la Canción de Eurovisión 1972.

## Biografía
Baheux fue la más joven de diez hijos y desde muy temprana edad, ella demostró tener talento para la danza y las acrobacias. A la edad de 16, ella apareció en varias revistas y pasó la década de los años 1960 viajando y actuando como artista principal en diversos shows alrededor de Europa y América.
En 1971, ella fue descubierta cantando en un cabaret por el compositor Frédéric Botton, quién le ofreció la oportunidad de grabar la canción "Monsieur l'étranger", la que se convirtió en su primer sencillo.

## Eurovisión 1972
En 1972, Mars fue elegida para representar a su país en el Festival de Eurovisión 1972 con la canción "Comé-comédie" ("Ven comedia"), con la que obtuvo 81 puntos y se posicionó en el 11° lugar.

## Después de su paso por Eurovisión
Mars continuó grabando durante los años 1970 y realizando dúos con Mike Brant y Alain Barrière. Debutó en el mundo del cine en 1974, cuando apareció en la película de Michel Audiard, Bons baisers... à lundi, y posteriormente, en la cinta Si c'était à refaire de Claude Lelouch del año 1976.
Su actuación más notoria fue en la película de porno blando de 1975, Émilienne, que fue un claro intento de aprovechar la fama de la cinta Emmanuelle de 1974.
Al comenzar la década de los años 1980, Mars tendió a desviarse de los cambios de moda en ese entonces, lo que produjo que la popularidad de sus presentaciones perdieran aprobación.

## Fallecimiento
El 31 de enero de 1989, Mars se arrojó por la ventana de su departamento debido a problemas emocionales y económicos. Después de haber estado durante tres semanas en coma internada en el Hôpital Foch, en Suresnes, Betty Mars falleció el 20 de febrero a los 44 años de edad.